# Rio Câlniştea
O Rio Câlniştea é um rio da Romênia, afluente do Rio Neajlov, localizado no distrito de Teleorman e Giurgiu.